# Белоглазый канюк
Белоглазый канюк (лат. Butastur teesa) — вид хищных птиц из семейства ястребиных (Accipitridae). Подвидов не выделяют.

## Распространение
Крайний юго-восток Ирана, северо-восток Афганистана, от Пакистана через Индию и Непал до Мьянмы.

## Описание
Длина тела 36—43 см, вес 325 г, размах крыльев 86—100 см. Самки в среднем немного крупнее самцов (до 13 %). Небольшие, с тонким телом серовато-коричневые, хищники. Имеют бросающийся в глаза бледный желтовато-белый глаз и рыжевато-коричневую верхнюю часть хвоста. Горло белое с широкой тёмной полосой по центру, белый лоб, маленькое или большое белое пятно на затылке. Когда птица сидит на насесте на крыльях могут быть заметны белые пятна. Часто вертит хвостом в полете, как у воздушного змея. Ноги оранжево-желтые (желтые у молодых) и желто-коричневые. Молодые особи похожи на взрослых, но светлее на голове, с карими глазами, без рисунка на горле, с менее выраженными прожилками и более светлым цветом тела снизу. Достигают взрослого оперения ко второму году жизни.

## Биология
В рацион входят мелкие млекопитающие (в основном или исключительно грызуны), ящерицы, лягушки, мелкие змеи, крабы и крупные насекомые (в основном саранча, крылатые термиты и кузнечики); иногда птицы (обычно больные или раненые). В кладке обычно 3 яйца (от 2 до 4). Её насиживает только самка.